# 新卡乡
新卡乡，是中华人民共和国西藏自治区昌都市察雅县下辖的一个乡镇级行政单位。

## 行政区划
新卡乡下辖以下地区：
乃帕村、达也村、瓦江村、新卡村和克琼村。